# Franciszek Ustarbowski
Franciszek Ustarbowski (ur. 20 listopada 1953) – polski lekkoatleta chodziarz, medalista mistrzostw Polski.

## Życiorys
W 1976 roku zajął 3. miejsce na mistrzostwach Polski seniorów w chodzie na 50 km na zawodach rozegranych w Bydgoszcz. W 1977 poprawił to osiągnięcie zdobywając w tym samym mieście i na tym samym dystansie tytuł wicemistrzowski.
Reprezentował Polskę na arenie międzynarodowej – wystąpił w zawodach pucharu świata w chodzie sportowym w 1977 na dystansie 50 km, gdzie zajął 35. miejsce, reprezentacja Polski była wówczas 5. Brał także udział w eliminacjach do pucharu świata w chodzie sportowym w tym samym roku i na tym samym dystansie w Vänersborgu.
W czasie swojej kariery należał do klubów Neptun Gdańsk, Bałtyk Gdynia i LKS Puck.
Od 2012 roku działa w Towarzystwie Przyjaźni Polsko-Węgierskiej w Krakowie.

## Osiągnięcia

### Seniorzy – międzynarodowe
| Rok  | Impreza                 | Miejsce       | Konkurencja    | Pozycja     | Wynik    |
| ---- | ----------------------- | ------------- | -------------- | ----------- | -------- |
| 1977 | Puchar świata w chodzie | Milton Keynes | chód na 50 km  | 35. miejsce | 4:36:39  |
| 1977 | Puchar świata w chodzie | Milton Keynes | chód drużynowy | 5. miejsce  | 112 pkt. |

### Seniorzy – krajowe
| Rok  | Impreza                     | Miejsce   | Konkurencja   | Pozycja    | Wynik     |
| ---- | --------------------------- | --------- | ------------- | ---------- | --------- |
| 1976 | Mistrzostwa Polski seniorów | Bydgoszcz | chód na 50 km | 3. miejsce | 4:22:06,0 |
| 1977 | Mistrzostwa Polski seniorów | Bydgoszcz | chód na 50 km | 2. miejsce | 4:22:55,2 |